# Myrmoxenus zaleskyi
Myrmoxenus zaleskyi is een mierensoort uit de onderfamilie van de Myrmicinae. De wetenschappelijke naam van de soort is voor het eerst geldig gepubliceerd in 1953 door Sadil.